# خيران
بلدية خيران إحدى بلديات ولاية خنشلة الجنوبية بها 8 مدارس وهي: مدرسة شبلة، مدرسة خيران، مدرسة هلة، مدرسة تبعليين
مدرسة قلوع التراب، مدرسة تغربيت مدرسة بوزنداق ’ومدرسة تيمدقيت وهي الأكبر عددا للتلاميد
بها 247تلميذ وعدد تلاميذ بلدية خيران حوالي 760 تلميذ.
كذلك بها 5 سدود لتروية البساتين والواحات الممتدة على طول وادي العرب.
اما متوسطة خيران فيتمدرس فيها ما يقارب 400 تلميذ أكثر من نصفهم يتمتعون بالنظام الداخلي.
سكان البلدية جلهم فلاحون أبا عن جد ويمتهنون كذلك تربية الحيونات وتربية
النحل المنطقة مشهورة بزيت الزيتون والتفاح والعسل الصافي.
بكل قرية من قراها الثمانية مسجد أومسجدان مثلا شبلة وخيران وتبعليين بهما
مسجدان.وتعد تمدقيت الأكبر نسبة في عدد السكان وتتجاوز 8000